# 1661
1661. је била проста година.

## Догађаји

### Јул
- 1. јул — Мир у Кардису

## Рођења

### Јун
- 6. јун — Ђакомо Антонио Перти, италијански композитор († 1756)
- 9. јун — Фјодор III, руски цар

### Септембар
- 2. септембар — Георг Бем, композитор († 1733)

### Октобар
- 11. октобар — Мелхиор де Полињак, француски кардинал, дипломата и пјесник († 1741)

### Новембар
- 1. новембар — Луј (велики дофен), француски престолонаследник, син Лујa XIV. († 1711)
- 6. новембар — Карлос II, краљ Шпаније

### Децембар
- 5. децембар — Роберт Харли, британски политичар († 1724)

## Смрти

### Фебруар
- 5. фебруар: Шун-хи (Shunzhi), кинески цар (династија Ћинг) (* 1638)

### Август
- 29. август: Луј Куперан (Louis Couperin), француски композитор и виолиниста (* око 1626)

### Септембар
- 11. септембар: Жан Фит (Jan Fyt), белгијски сликар (* 1611)

### Октобар
- 26. октобар: Јохан Балтазар Шуп (Johann Balthasar Schupp), њемачки књижевник (* 1610)